# POST Luxembourg
POST Luxembourg — почтово-телекоммуникационная государственная корпорация Люксембурга. Корпорация также оказывает финансовые услуги и имеет монопольное право на выпуск почтовых марок в Великом Герцогстве.

## Описание

Логотип POST Telecom

Логотип P&T Luxembourg

Корпорация находится в ведении министра связи, подотчётного премьер-министру Люксембурга как государственному министру.
Корпорация владеет акциями в двенадцати других компаниях, в том числе — контрольными пакетами акций компаний eBRC (93.4 %), LuxGSM (85 %), Michel Greco (60 %), Infomail (55 %), Editus (51 %), Visual Online (51 %), Netcore (51 %), P&T Consulting (50.93 %).

## История
Ранее корпорация существовала под названием фр. Entreprise des Postes et Télécommunications («Предприятие почты и телекоммуникаций»; фирменное название — P&T Luxembourg, сокращённо P&T).

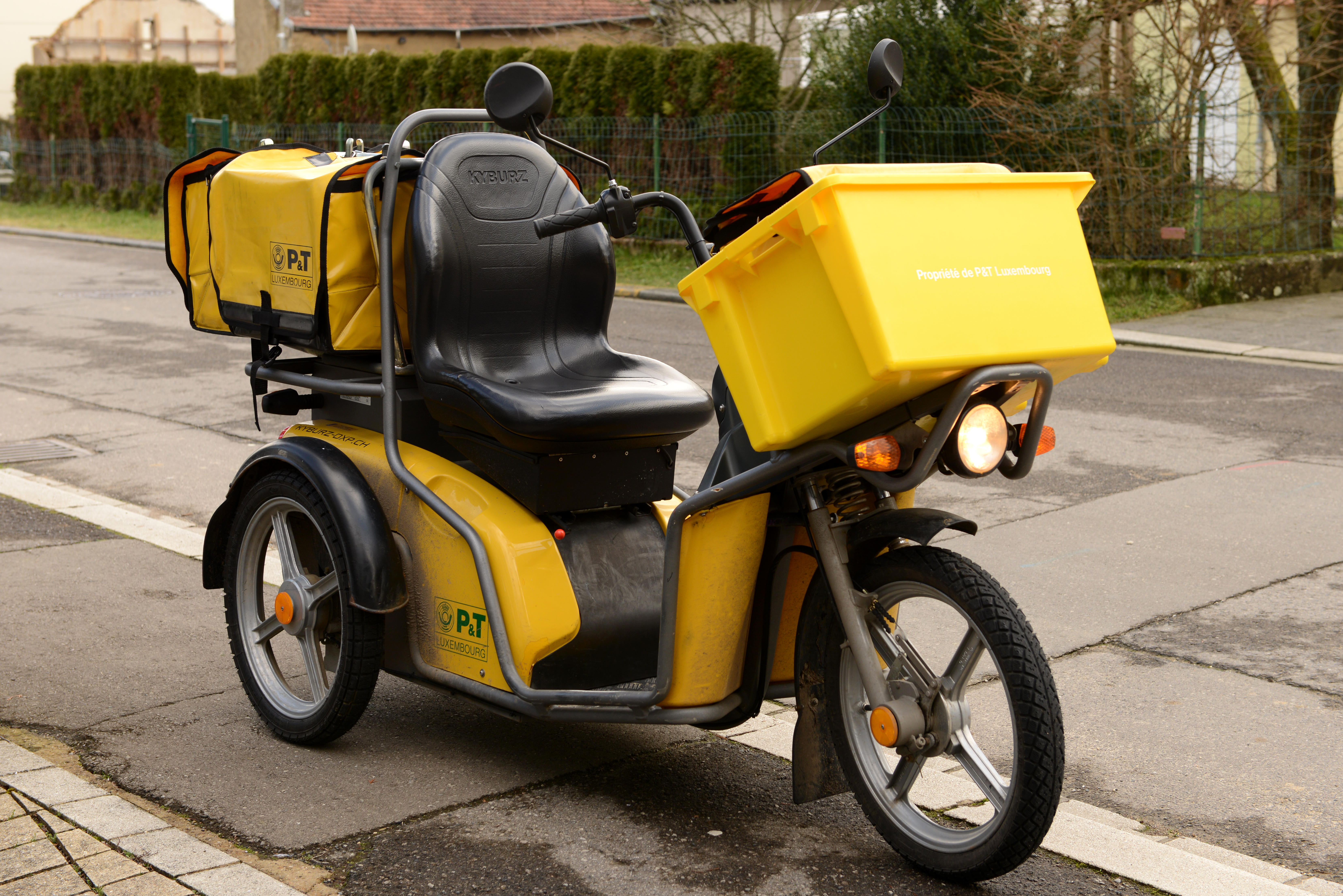
Почтовый трёхколёсник с логотипом P&T Luxembourg (производство компании Kyburz Switzerland[нем.])
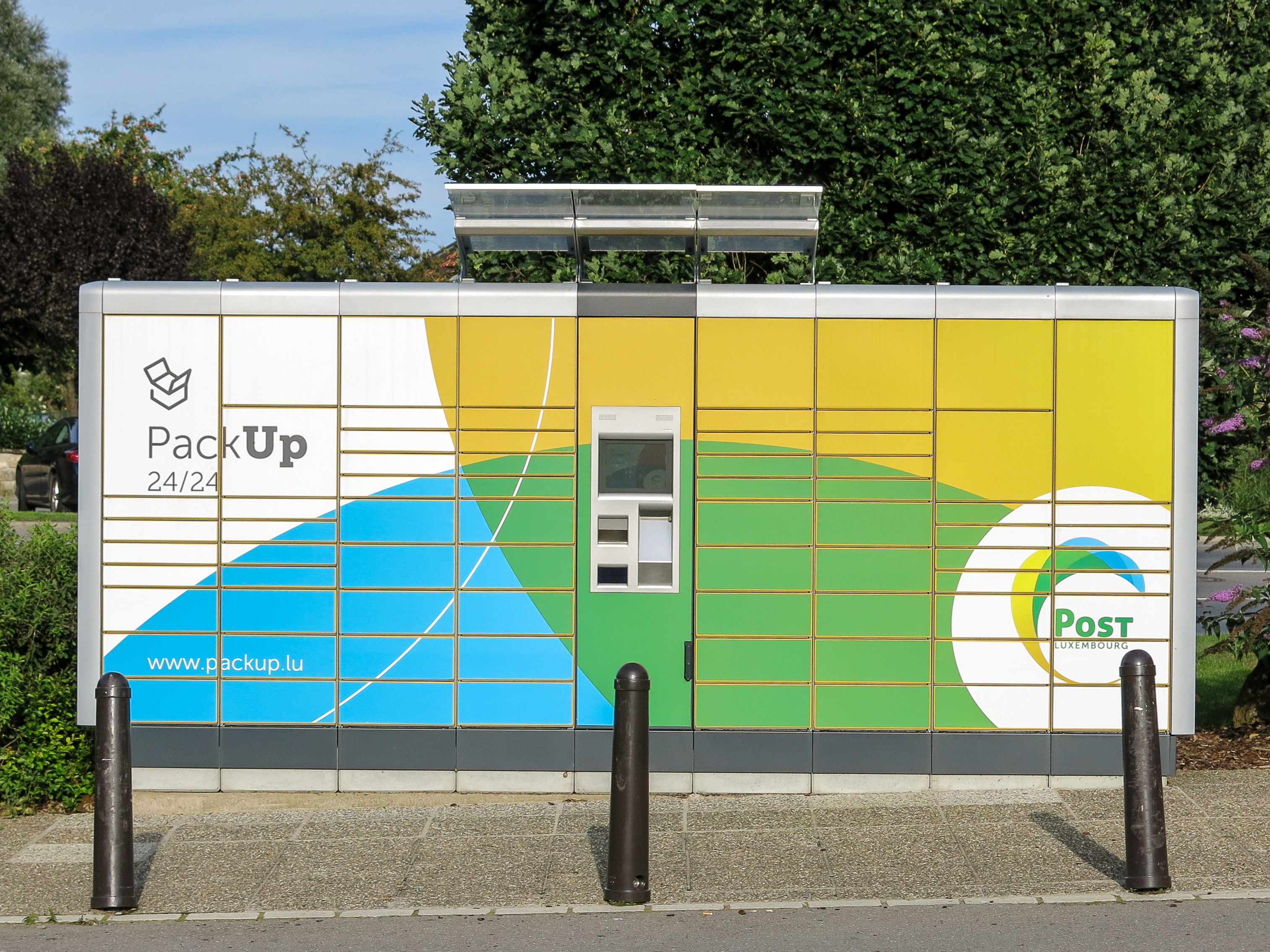
Автоматизированная почтовая станция с логотипом POST Luxembourg в Эспере[люкс.]

## Штаб-квартира
Главный офис корпорации находится по адресу:

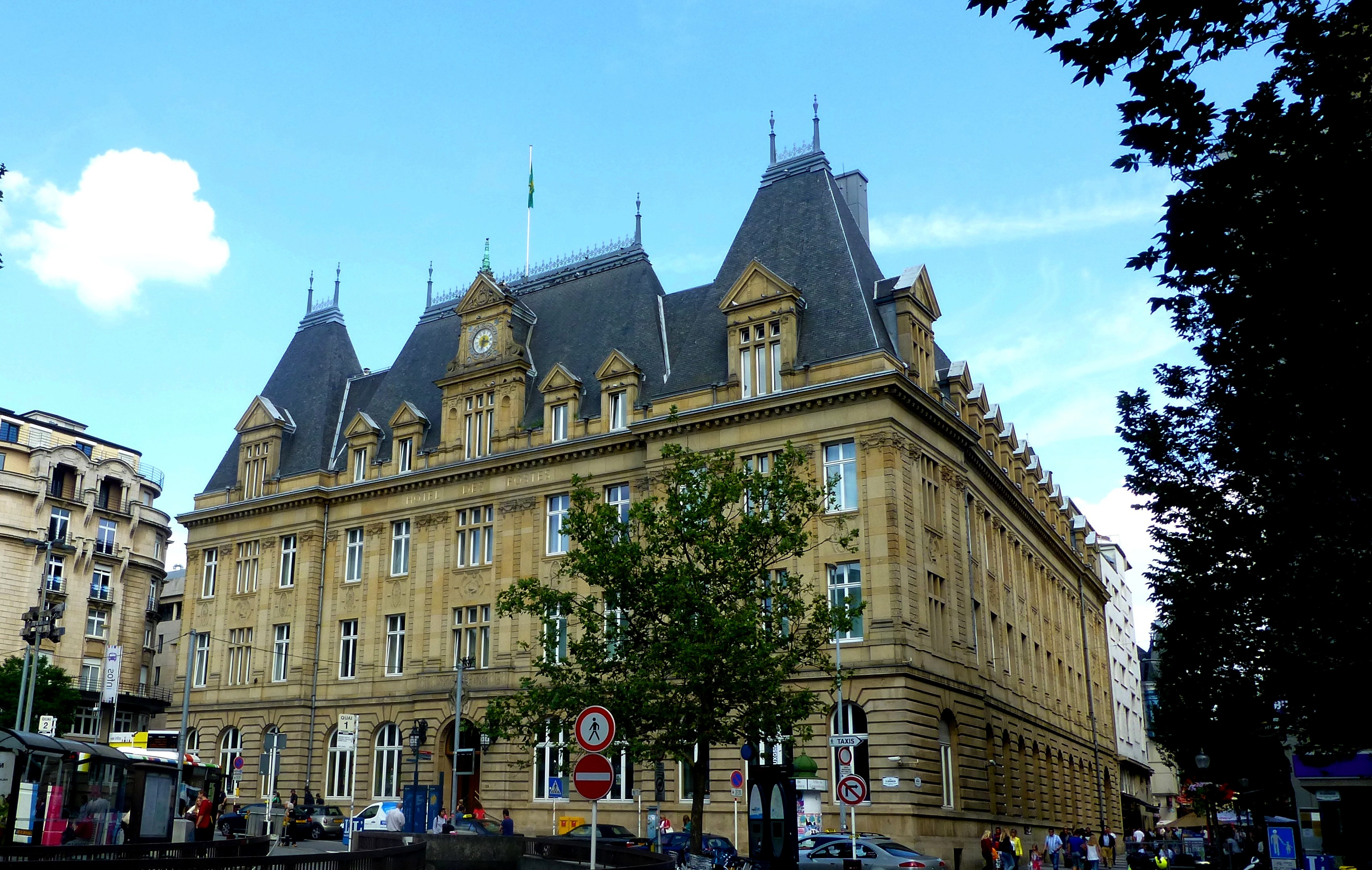
Люксембурга, где располагается штаб-квартира POST Luxembourg

Hôtel des Postes, 8a, avenue Monterey, Luxembourg City, Luxembourg